# Varusschlacht
In der Varusschlacht ⓘ (auch Schlacht im Teutoburger Wald oder Hermannsschlacht, von römischen Schriftstellern als clades Variana, als „Varusniederlage“ bezeichnet) erlitten in der zweiten Hälfte des Jahres 9 n. Chr. drei römische Legionen samt Hilfstruppen und Tross unter Publius Quinctilius Varus in Germanien eine vernichtende Niederlage gegen ein germanisches Heer unter Führung des Arminius („Hermann“), eines Fürsten der Cherusker.
Die Schlacht, in der ein Achtel des Gesamtheeres des Römischen Reiches vernichtet wurde, leitete das Ende der römischen Bemühungen ein, die rechtsrheinischen Gebiete Germaniens bis zur Elbe (Fluvius Albis) zu einer Provinz des Römischen Reiches zu machen (Augusteische Germanenkriege). Sie gehört daher zu den wichtigsten Ereignissen in der Geschichte der Römer in Germanien und der Entwicklung Germaniens.
Als Ort der Schlacht werden verschiedene Stätten in Ostwestfalen, Norddeutschland und in den Niederlanden vermutet. Seit Ende der 1980er Jahre werden intensive archäologische Ausgrabungen in der Fundregion Kalkriese am Wiehengebirge im Osnabrücker Land durchgeführt, die den Ort zu einem Favoriten in der Diskussion als Stätte der Varusschlacht machten, dass es vor Ort zur Errichtung des Museums und Parks Kalkriese kam. Das Hermannsdenkmal bei Detmold im Teutoburger Wald erinnert an die Varusschlacht.

## Historischer Hintergrund
Nach der Eroberung Galliens durch Caesar (58 v. Chr. – 51 v. Chr.) begannen vier Jahrzehnte später unter Augustus die römischen Feldzüge in das Gebiet rechts des Rheins. Augustus’ Stiefsöhne Drusus und Tiberius führten 15 v. Chr. einen Feldzug gegen die Räter und Vindeliker. Drusus, der danach den Befehl über die Legionen am Rhein übernahm, führte in den Jahren 12 v. Chr. bis zu seinem Tod 9 v. Chr. ausgedehnte Erkundungszüge östlich des Rheins durch, bei denen er Elbe und Saale erreichte. Vom Rhein aus über den Drusus-Kanal, den lacus Flevo, das Wattenmeer und die Nordsee konnte die römische Flotte die Operationen unterstützen. Mit den Drusus-Feldzügen ist die Frage aufgeworfen, welche Ziele das Römische Reich in Germanien verfolgte. Die Antworten über den Umfang der römischen Feldzüge reichen von einer Verteidigung Galliens bis zu einer über die Elbe hinausreichenden Expansion. In den letzten Jahren geht die Forschung davon aus, dass es weniger um Landgewinn als vielmehr um den Erwerb von Prestige und um Abschreckung ging. In Germanien sollte der Ruhm erworben werden, der den Kriegsherrn in der Sicht der Öffentlichkeit dazu befähigt, das Römische Reich zu beherrschen. Nach dieser Sichtweise spielte Germanien lediglich die Rolle als materies gloriae, eines Gegenstandes, der zur militärischen Qualifizierung des Nachfolgers geeignet war. Demnach konnten die Germanen für die Römer nicht als eine wirkliche Bedrohung angesehen werden.
Die Römer errichteten an Rhein (Rhenus), Lahn (Laugona), Lippe (Lippia), Ems (Amisia) und an der Nordsee eine Reihe von befestigten Lagerplätzen und versuchten, unter den Stämmen Verbündete zu gewinnen. Am 1. Januar 7 v. Chr. feierte Tiberius einen Triumph über die Germanen. Tiberius ging ein Jahr später aus dynastischen Gründen in ein selbstgewähltes Exil nach Rhodos. Weitere Erfolge bei der Befriedung des Landes wurden von Lucius Domitius Ahenobarbus und nach Tiberius’ Rückkehr 4 n. Chr. erzielt. Als Bedrohung stellten sich die unter Drusus in das Gebiet des heutigen Böhmen vertriebenen Markomannen unter ihrem Herrscher Marbod dar. Im Jahr 4 drang Tiberius im Zuge des immensum bellum in Germanien ein, unterwarf die Cananefaten, Chattuarier sowie Brukterer und führte sein Heer bis über die Weser. Der im Jahr 6 gegen Marbod geplante Großangriff von zwölf Legionen unter Tiberius und Gaius Sentius Saturninus musste aber wegen des zur gleichen Zeit in Pannonien und Dalmatien ausgebrochenen Illyrischen Aufstands (6–9 n. Chr.) abgebrochen werden. Zum neuen Befehlshaber am Rhein wurde 7 n. Chr. Publius Quinctilius Varus ernannt.

## Der römische Statthalter Varus

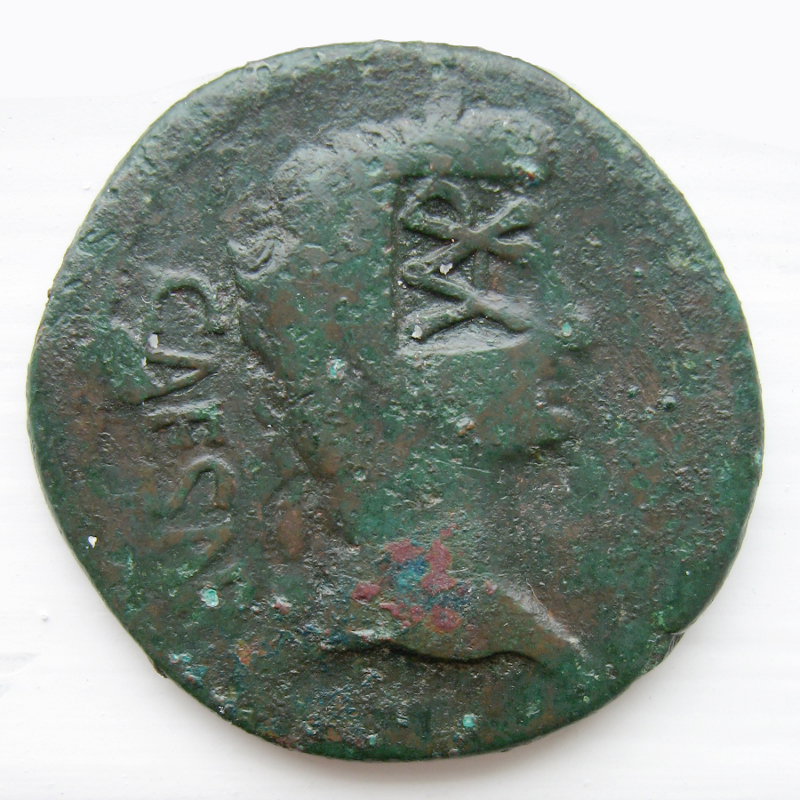
As der Serie Lugdunum I mit Gegenstempel des Varus („VAR“)

### Römer

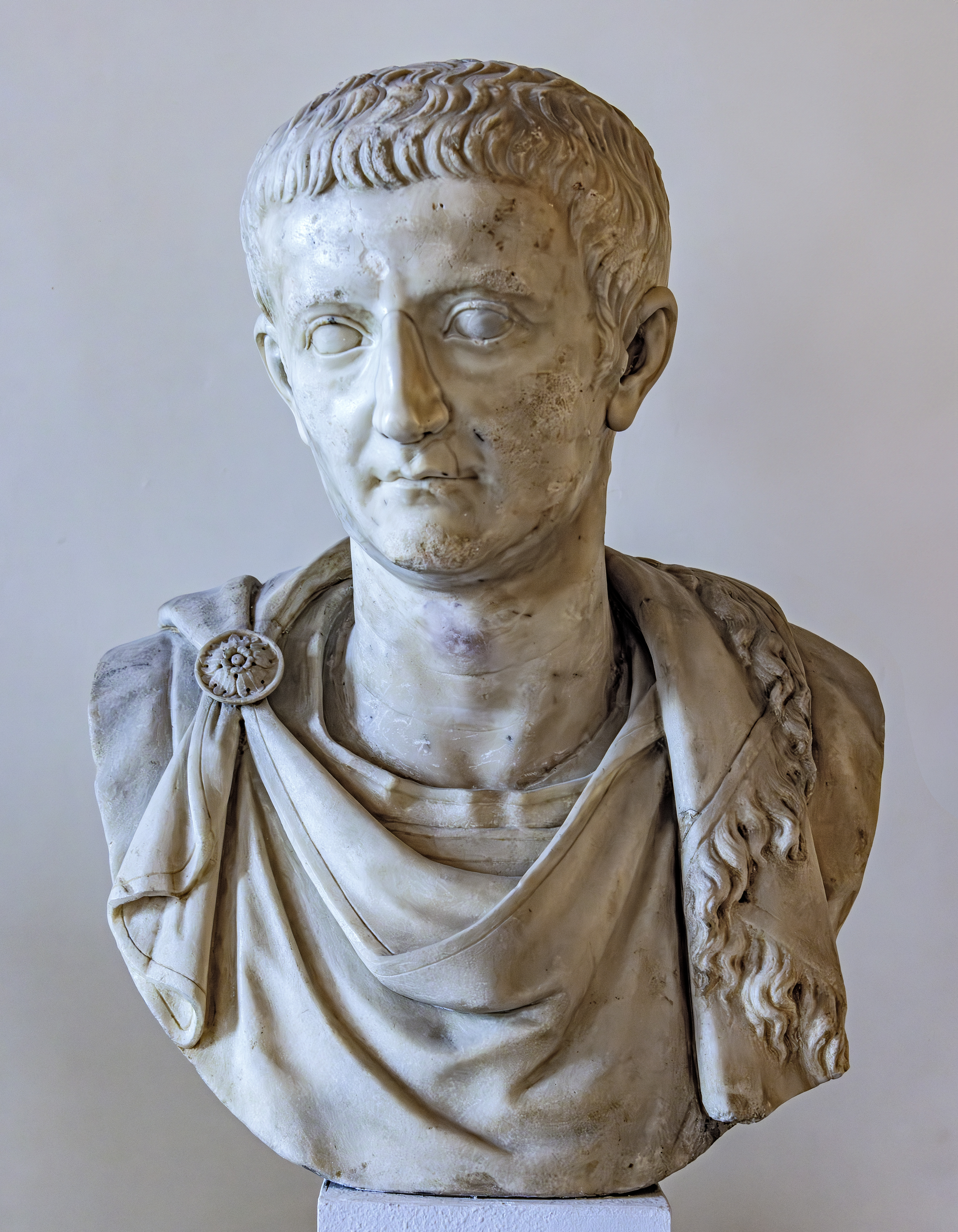
Tiberius führte nach der Varusschlacht wieder Feldzüge nach Germanien durch. Als neuer römischer Kaiser beendete Tiberius die Feldzüge seines Nachfolgers Germanicus im Jahr 16 n. Chr.

### Theorien und Spekulationen über den Ort der Schlacht

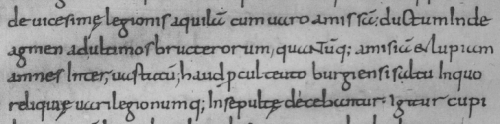
Abschrift der Annalen